# Niko Kranjčar
Niko Kranjčar (Zagreb, 13 de agosto de 1984) é um ex-futebolista croata que jogava como Meia. 
Começou a carreira no clube da sua cidade natal, o Dinamo Zagreb, se envolveu em uma polêmica quando se transferiu para os rivais Hajduk Split em janeiro de 2005. Em 2006, após a Copa do Mundo se transferiu para Portsmouth, do qual foi peça-chave do time. No início da temporada 2009-10 , o Portsmouth decidiu vendê-lo para o Tottenham em setembro, onde ele reencontrou Harry Redknapp.
Aclamado como o próximo Robert Prosinečki , Kranjčar fez sua estréia pela Seleção Croata por seu pai Zlatko em agosto de 2004.  Desde então, Kranjčar jogou a Copa do Mundo da FIFA 2006 , também a UEFA Euro 2008 e na UEFA Euro 2012 . Jogou 81 partidas pela  Croácia, marcando 16 gols no total. Sua última partida pela Seleção foi em 15 de outubro de 2013, e ele não foi para Copa do Mundo da FIFA 2014 devido a uma lesão.

## Carreira

### Dinamo Zagreb
Kranjčar passou a maior parte de sua juventude a jogando para o Dinamo Zagreb , tornou-se o capitão mais novo do clube com apenas 17 anos. Ele também se tornou um dos mais jovens a marcar na Liga Croata com apenas 16 anos, foi peça fundamental do Dinamo em ajudar o clube a conquistar duas Copa croata e um título da Liga na temporada 2002-03 e depois venceu mais uma Copa croata e venceu três vezes a  Supercopa croata. Suas habilidades e assistências os levou a ser comparado com a lenda do futebol francês Zinedine Zidane. 

### Hajduk Split
Em janeiro de 2005, ele teve  um desentendimento com a diretoria  do Dinamo Zagreb, o que levou a uma surpreendente transferência para os maiores rivais do Dinamo, o Hajduk Split, que foi realizado graças ao diretor esportivo de Hajduk, Igor Štimac, por uma taxa  de €1.88 millhões de euros. Mais de 10 mil pessoas foram ver sua apresentação oficial no estádio de Poljud.
Kranjcar fez sua estréia no dia 26 de fevereiro de 2005 em um empate 2-2 contra Osijek . Ele marcou seu primeiro gol no dia 23 de abril de 2005 em Poljud em uma vitória por 5-1 contra o NK Inter . Ele marcou o seu segundo na goleada de 6-0 contra o Varaždin no dia 28 de maio de 2005. Kranjčar ajudou Hajduk a vencer o Campeonato croata na temporada 2004-05 e em 2005 venceu a Supercopa croata. Graças aos seus bons jogos, Kranjčar tornou-se o jogador favorito dos torcedores instantaneamente. Apesar de receber muitas ofertas internacionais, Niko decidiu ficar em Hajduk para a próxima temporada. Na temporada 2005-06 ele foi o goleador do clube, com 10 gols.
Após a Copa do Mundo de 2006 , a imprensa mundial saudou Kranjčar por seus talentos, e vários clubes imediatamente mostraram interesse pelo jogador. Entre esses clubes estavam o Stade Rennais, Celta Vigo. Em agosto de 2006, Rennes ofereceu € 4,5 milhões para Kranjčar, que Hajduk rejeitou, afirmando que deveriam obter mais para liberar o jogador. Mais tarde, no mesmo dia, no entanto, mais tarde Kranjčar  se transferiu o Portsmouth por uma taxa de  £ 3,5 milhões (5,2 milhões de euros).

### Portsmouth
Kranjčar fez sua estréia na Premier League no dia 1 de outubro de 2006,  jogou todos os 90 minutos na derrota de 2-1 para o  Tottenham Hotspur. Seu primeiro gol pelo Portsmouth foi no dia 31 de março de 2007 contra o Fulham, mas a partida eventualmente terminou em um empate em 1-1.  Ele fez um total de 24 jogos e marcou dois gols na sua primeira temporada da Premier League. Na temporada seguinte, ele desempenhou um papel fundamental no título da FA Cup para o Portsmouth. 
No início da temporada 2008-09, o AS Monaco aparentemente teve uma oferta de £ 12 milhões rejeitada por Kranjčar,  porém isso foi negado pelo Mônaco.  Em 12 de fevereiro de 2009, com Portsmouth lutando contra o rebaixamento, Kranjčar declarou publicamente seu desejo de um clube maior. Arsenal e o AS Monaco demonstraram interesse pelo jogador na época.  David Moyes, gerente do Everton , também expressou interesse em assinar Kranjčar como um substituto para o ausente Mikel Arteta de longo prazo.  Em agosto, Kranjčar declarou: "Por enquanto, estou ficando, Mas não nos fortalecemos como se eu tivesse gostado de nós. É por isso que não vou assinar um novo contrato". 

### Tottenham Hotspur
Em 1 de setembro de 2009, Kranjčar juntou ao Tottenham Hotspur com uma taxa de transferência de cerca de £ 2,5 milhões, embora o preço real não tenha sido divulgado. O acordo foi concluído imediatamente antes do prazo do fim da janela de transferência, sendo assim ele assinou um contrato de quatro anos.  Foi relatado que o Everton havia feito uma oferta para assinar com Kranjčar, mas o jogador optou por assinar Spurs, afirmando que: "Everton também é um grande clube, mas, no final, a tradição e a grandeza do Tottenham fiz a diferença. Também conheço o gerente Harry Redknapp , e Luka Modrić e Vedran Ćorluka me contaram coisas excelentes sobre o clube ".  Kranjčar fez sua estréia como substituto na derrota de 3-1 para o Manchester United em casa. Kranjčar fez seu primeiro jogo como titular da Premier League em uma vitória de 5 a 0 de Burnley no dia 26 de setembro de 2009.  Ele marcou seu primeiro gol na Premier League em uma partida contra o Bolton Wanderers no dia 4 de outubro de 2009.  Kranjčar marcou também na vitória de 9-1 de Wigan Athletic , no White Hart Lane  com  recorde de Jermain Defoe que marcou incríveis  cinco gols.  Em 16 de dezembro de 2009, Kranjčar marcou também na vitória por 3-0 sobre o Manchester City.  Em 20 de março de 2010, Kranjčar marcou o gol da vitória fora de casa contra o Stoke City, o jogo terminou 2 x 1.  Kranjčar encontrou dificuldade pois disputava posição, com ninguém menos do que Gareth Bale , que também jogava na sua posição. No entanto, Kranjčar continuou a contribuindo decisivamente para a temporada, marcando gols importantes em dois jogos consecutivos, ambos entrando como substituto contra Bolton Wanderers em uma vitória por 2-1 em White Hart Lane , e para o Sunderland em outra vitória por 2-1. No início da temporada 2011-12, Kranjčar marcou um belo gol de 35 jardas durante um jogo de pré-temporada, numa vitória de 5-3 contra Milton Keynes Dons.

### Dynamo Kyiv
Em 6 de junho de 2012, o Dynamo Kyiv confirmou a contratação de Niko Kranjčar de um contrato de quatro anos. A taxa de transferência foi estimada em cerca de £ 5,5 milhões. Depois de sua mudança para o Dynamo Kyiv, Niko Kranjčar diz que está "feliz" e satisfeito " de se unir ao Dínamo Kyiv e admite que seu tempo no Tottenham foi" decepcionante ". Kranjčar revelou que o Dínamo Kyiv  se interessou em assinar com ele em 2003 quando na época jogava no Dinamo Zagreb. Ele marcou duas vezes na quinta rodado do Campeonato Ucraniano contra Volyn Lutsk . Ele marcou mais dois gols contra Karpaty Lviv em 14 de setembro de 2012. Depois de ter um bom início da temporada, em novembro, Kranjčar sentiu uma lesão no tornozelo, o que o deixou fora daquela temporada.
Depois de passar 2 anos de empréstimo no Queens Park Rangers de 2013 a 2015, Kranjčar voltou ao time titular do Dínamo Kyiv.

#### Queens Park Rangers (empréstimo)
Em 2 de setembro de 2013, Kranjčar juntou-se ao Queens Park Rangers para um empréstimo de uma temporada onde reencontrou-se com seu  ex-chefe Harry Redknapp, que também assinou com mais dois jogadores do ex-clube Tottenham Hotspur. Esta foi a terceira vez que a Redknapp e Kranjčar trabalharam juntos, sendo que ambos já havia trabalhado juntos no Portsmouth e Tottenham. Após um problema na virilha do qual atrasou sua estréia, Kranjčar fez sua primeira partida contra Yeovil Town , entrando como substituto do meio tempo. Ele fez seu jogo completo no Loftus Road contra Middlesbrough no final de setembro de 2013.  Kranjčar marcou seu primeiro gol da temporada no jogo contra o Millwall , quando também deu sua primeira assistência na temporada e foi eleito "Man of the Match".  Em janeiro de 2014, ele marcou mais uma vez para dar QPR dando  vantagem de 1-0 perante o Ipswich Town. Seu empréstimo venceu no dia 1 de julho de 2014, mas voltou no último dia da janela de transferência no verão de 1 de setembro de 2014 para outro empréstimo.

### New York Cosmos
Depois de ser liberado pelo Dinamo Kyiv, ele foi para os EUA e treinou com o Cosmos. No entanto, ele não poderia ser inscrito do plantel devido à regra dos jogadores estrangeiros. Em meados de março de 2016, quando um dos jogadores estrangeiros obteve a cidadania americana, Kranjčar finalmente assinou o Cosmos. Fez apenas fez 7 jogos e marcou 1 gol contra o Indy Eleven pela NASL no dia 16 de Abril de 2016.

### Rangers
No dia 23 de junho de 2016, Kranjčar assina com Rangers no contrato de dois anos,  afirmando-o que era uma "grande honra e privilégio" e uma "grande responsabilidade" de se juntar a um clube de tal grandeza como o Rangers. Fez sua estréia no clube em uma partida da Copa da Liga contra o Motherwell no dia 16 de julho.  e fez sua primeira partida como titular, três dias depois contra Annan Athletic. Kranjčar marcou o seu primeiro gol para o clube no dia 25 de julho, marcando o segundo em uma vitória por 3 a 0 contra Stranraer e marcou o seu primeiro gol da liga em uma vitória por 2-0 sobre o Partick Thistle em 1 de outubro.  Kranjčar sofreu um ligamento cruzado anterior no início de outubro, esta grave lesão o fez perder o resto da temporada.  Em janeiro de 2017, Kranjčar falou sobre o progresso da sua reabilitação e estimou um retorno em seis meses; Embora ele reconhecesse a gravidade da lesão poderia ter levado a ele a se aposentar. Ele fez seu retorno após oito meses de jogo contra Progrès Niederkorn na Liga Europa em 29 de junho de 2017.

## Seleção
Sua estréia pela Croácia ocorreu no dia 18 de agosto de 2004 em um amistoso contra Israel. Ele foi bastante regular para a Croácia durante campanha de qualificação para a Copa do Mundo de 2006, jogando noves jogos e marcando dois gols, incluindo um brilhante gol contra a Bulgária. Foi escolhido pelo site “Eurosport.com” como "Jovens armas atirando pela glória da Copa do Mundo" ao lado de grandes talentos como Lionel Messi, Lukas Podolski e seu ex-companheiro de equipe Sulley Muntari ambos atuaram juntos pelo Porstmouth. Ele jogou os três jogos de fase de grupos na Copa, mostrando ser um jogador de prestígio por suas performances impressionantes.
Com a saída de seu pai como treinador  principal, Kranjčar continuou jogando regulamente pela seleção na campanha de qualificação para a Euro 2008, durante a campanha, jogou as 12 partidas e marcou dois gols. O mais famoso foi um belo gol contra  a Inglaterra, A Croácia ganhou o jogo por 3-2, o resultado custou a desqualificação da Inglaterra para a Euro 2008.  Ele marcou um gol contra a Escócia em um amistoso a partida terminou em 1-1 os escoceses empataram com gol de Kenny Miller. Ele fez parte do elenco principal da Croácia no torneio Euro 2008, jogando os 2 jogos da fase de grupo e nas quartas-de-finais contra a Turquia. Na campanha da Croácia para a Copa do Mundo de 2010, ele marcou um gol contra o Cazaquistão. Ele foi incluído no time de 23 jogadores da Croácia para a Euro 2012 e jogou em dois em três jogos da fase de grupos, não jogando o último jogo contra a Espanha. Ele perdeu a Copa do Mundo da FIFA 2014 devido a lesão no músculo isquiotibial e, desde então, ele não foi mais convocado para futuras partidas da seleção nacional. Seu último jogo pela seleção foi no dia 15 de outubro de 2013, na ultima partida de qualificação para a Copa do Mundo da FIFA 2014 na derrota de 2-0 para a Escócia.

## Títulos

### Clube

#### Dínamo Zagreb
- MAXtv Prva Liga: 2002–03
- Copa da Croácia: 2000–01, 2001–02, 2003–04
- Supercopa da Croácia: 2002, 2003

#### Hajduk Split
- MAXtv Prva Liga: 2004–05
- Supercopa da Croácia: 2005

#### Portsmouth
- FA Cup: 2007–08

#### Queens Park Rangers
- EFL Championship play-offs: 2014

### Individual
- Futebolista Croata "Esperança do Ano": 2002
- Prva HNL Jogador do Ano: 2003, 2005
- Futebolista do Ano da HNL: 2003
- Prêmio "SN Camiseta Amarela": 2004